# Tetracis communata
Tetracis communata là một loài bướm đêm trong họ Geometridae.